# Жан-Пиер Вернан
Жан-Пиер Вернан (на френски: Jean-Pierre Vernant; 4 януари 1914 – 9 януари 2007) е френски историк и антрополог, специалист по Древна Гърция.

## Биография
Повлиян от елиниста Луи Жерне, психолога Иньас Мейерсон и антрополога Клод Леви-Строс, той развива обновен подход към гръцкия мит, трагедия и гръцкото общество, които стават влиятелни сред класическите изследователи. Почетен професор на Колеж дьо Франс и доктор хонорис кауза на Чикагския университет, университетите на Бристол, Бърно, Неапол, Оксфордския университет, университета на Крит в Ираклион (2002) и НБУ в София (2004 г.).